# 氟化锫
氟化锫是一种锫的氟化物，化学式 BkF3。

## 性质
氟化锫是一种黄绿色固体，有两种结构。在低温下，它是正交晶系的（YF3结构），晶格参数 a = 670 pm、b = 709 pm 和c = 441 pm，密度9.70 g·cm−3。在高温下，它是三方晶系的（LaF3结构），晶格参数a = 697 pm 和c = 714 pm，密度10.15 g·cm−3。BkF3 的转变温度在 350 至600 °C之间。

## 用处
氟化锫被锂还原，可以得到金属锫：
{\displaystyle {\ce {BkF3 + 3 Li -> Bk + 3 LiF}}}

## 扩展阅读
- David E. Hobart, Joseph R. Peterson: Berkelium （页面存档备份，存于）, in: Lester R. Morss, Norman M. Edelstein, Jean Fuger (Hrsg.): The Chemistry of the Actinide and Transactinide Elements, Springer, Dordrecht 2006; ISBN 1-4020-3555-1, S. 1444–1498 (doi:10.1007/1-4020-3598-5_10).